# Presidenti della Provincia di Matera
Elenco dei presidenti dell'amministrazione provinciale di Matera.

## Regno d'Italia (1861-1946)
La provincia di Matera venne istituita nel 1927, scorporandola dalla provincia di Potenza.

## Italia repubblicana (dal 1946)

### Presidenti della Provincia (dal 1952)

#### Eletti dal Consiglio provinciale (1952-1995)
| Nº  | Nº              | Ritratto          | Nome                   | Mandato          | Mandato          | Partito                     |
| Nº  | Nº              | Ritratto          | Nome                   | Inizio           | Fine             | Partito                     |
| --- | --------------- | ----------------- | ---------------------- | ---------------- | ---------------- | --------------------------- |
| 1   |                 |                   | Antonio Bolettieri     | 14 luglio 1952   | 5 febbraio 1953  | Democrazia Cristiana        |
| 2   |                 |                   | Salvatore Peragine     | 6 febbraio 1953  | 4 luglio 1956    | Democrazia Cristiana        |
| 3   |                 |                   | Michele Guanti         | 5 luglio 1956    | 12 dicembre 1960 | Partito Comunista Italiano  |
| (2) |                 |                   | Salvatore Peragine     | 13 dicembre 1960 | 20 gennaio 1965  | Democrazia Cristiana        |
| (2) | 21 gennaio 1965 | 19 settembre 1970 | Salvatore Peragine     |                  |                  | Democrazia Cristiana        |
| 4   |                 |                   | Saverio D'Amelio       | 19 agosto 1970   | 6 maggio 1976    | Democrazia Cristiana        |
| 5   |                 |                   | Carmine Adduce         | 7 maggio 1976    | 1º ottobre 1976  | Partito Socialista Italiano |
| (3) |                 |                   | Michele Guanti         | 2 ottobre 1976   | 8 agosto 1980    | Partito Comunista Italiano  |
| 6   |                 |                   | Pietro Barbarito       | 8 agosto 1980    | 17 giugno 1984   | Democrazia Cristiana        |
| 7   |                 |                   | Umberto Lauria         | 18 giugno 1984   | 2 settembre 1985 | Democrazia Cristiana        |
| 8   |                 |                   | Francesco Lisanti      | 2 settembre 1985 | 29 maggio 1990   | Democrazia Cristiana        |
| 9   |                 |                   | Rocco Salvatore Grieco | 7 agosto 1990    | 24 aprile 1995   | Democrazia Cristiana        |

#### Eletti direttamente dai cittadini (1995-2014)
| Nº | Nº | Ritratto | Nome                      | Mandato        | Mandato         | Partito                            | Elezione |
| Nº | Nº | Ritratto | Nome                      | Inizio         | Fine            | Partito                            | Elezione |
| -- | -- | -------- | ------------------------- | -------------- | --------------- | ---------------------------------- | -------- |
| 10 |    |          | Angelo Gabriele Tataranno | 24 aprile 1995 | 14 giugno 1999  | Partito Democratico della Sinistra | 1995     |
| 11 |    |          | Giovanni Carelli          | 14 giugno 1999 | 3 aprile 2004   | Partito Popolare Italiano          | 1999     |
| 12 |    |          | Carmine Nigro             | 14 giugno 2004 | 8 giugno 2009   | UDEUR                              | 2004     |
| 13 |    |          | Franco Stella             | 8 giugno 2009  | 13 ottobre 2014 | Indipendente di centro-sinistra    | 2009     |

#### Eletti dai sindaci e consiglieri della provincia (dal 2014)
| Nº | Nº              | Ritratto      | Nome                                              | Mandato           | Mandato         | Partito             | Elezione           |
| Nº | Nº              | Ritratto      | Nome                                              | Inizio            | Fine            | Partito             | Elezione           |
| -- | --------------- | ------------- | ------------------------------------------------- | ----------------- | --------------- | ------------------- | ------------------ |
| 14 |                 |               | Francesco De Giacomo                              | 13 ottobre 2014   | 30 ottobre 2018 | Partito Democratico | 2014               |
| 15 |                 |               | Piero Marrese                                     | 1º novembre 2018  | 2 dicembre 2022 | Partito Democratico | 2018               |
| 15 | 3 dicembre 2022 | 6 agosto 2024 | Piero Marrese                                     | 2022              |                 | Partito Democratico |                    |
| –  |                 |               | Emanuele Pilato (Vicepresidente facente funzioni) | 2022              | 6 agosto 2024   | 30 settembre 2024   | Movimento 5 Stelle |
| 16 |                 |               | Francesco Mancini                                 | 30 settembre 2024 | in carica       | Partito Democratico | 2024               |